# Euscelidia lucioides
Euscelidia lucioides är en tvåvingeart som beskrevs av Dikow 2003. Euscelidia lucioides ingår i släktet Euscelidia och familjen rovflugor.
Artens utbredningsområde är Kenya. Inga underarter finns listade i Catalogue of Life.